# Carina Wutzler
Elsa Carina Sophie Wutzler, född Larsson 15 september 1970 i Vellinge, är en svensk politiker (moderat) och kommunstyrelsens ordförande och kommunalråd i Vellinge kommun.
Wutzler är sedan 1 maj 2015 kommunstyrelsens ordförande och kommunalråd i Vellinge kommun i Skåne län.